# Kaoutar Krikou
Kaoutar Krikou (arabe : كوثر كريكو), est une juriste et femme politique algérienne, née le 2 mars 1982 à Constantine. 
Elle est ministre de la Solidarité nationale, de la Famille et de la Condition de la Femme depuis janvier 2020.

## Biographie

### Formation et diplômes
Kaoutar Krikou est titulaire d'un Master en droit des affaires, d'un certificat d'aptitude professionnelle pour la profession d'avocat et d'une Licence en droit.

### Parcours professionnel
Avocate auprès de la Cour Suprême et le Conseil d’État, Kaoutar Krikou a également été membre du Conseil consultatif du comité de dialogue et de l’Autorité électorale nationale indépendante.
Elle participe à de nombreux forums et conférences nationales et internationales visant à promouvoir le statut de la femme.

### Parcours politique
Le 2 janvier 2020, elle est nommée Ministre de la Solidarité nationale, de la Famille et de la Condition de la Femme dans le gouvernement Djerad I, puis reconduite dans les gouvernements Djerad II et Djerad III. Elle continue d'assurer ces fonctions dans le gouvernement Benabderrahmane. Entre-temps, de juin à septembre 2020, elle assure les fonctions de Ministre du Travail, de l’Emploi et de la Sécurité sociale par intérim.